# Réserve ornithologique de Guissezholmen

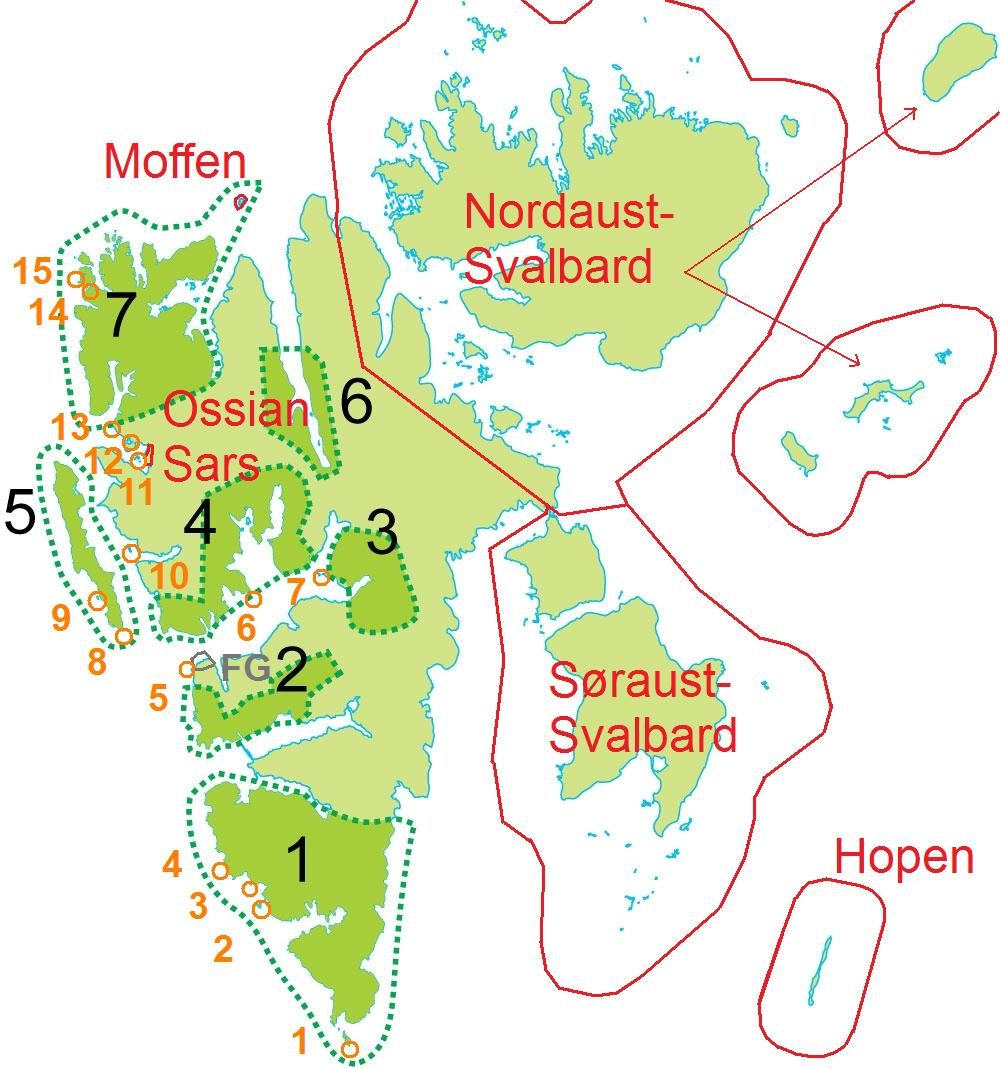
Carte des aires protégées au Svalbard, la réserve porte le numéro 13.

La réserve ornithologique de Guissezholmen est une réserve naturelle qui comprend les îlots du Cap Guissez à l'embouchure du Krossfjorden sur la côte sud de la Terre de Haakon VII au Spitzberg, dans le Svalbard. La réserve a été créée par décret royal 1er juin 1973 et a une superficie de 0,416 km2.
On trouve dans la réserve des oiseaux nichant dans les falaises entre autres oies et eider à duvet. Il est interdit de s'approcher des îlots afin de ne pas effrayer les oiseaux.